# Vukosavci (gmina Aranđelovac)
Vukosavci (cyr. Вукосавци) – wieś w Serbii, w okręgu szumadijskim, w gminie Aranđelovac. W 2011 roku liczyła 297 mieszkańców.